# David Okereke
David Chidozie Okereke (* 29. August 1997 in Lagos) ist ein nigerianischer Fußballspieler, der seit der Saison 2022/23 bei der US Cremonese unter Vertrag steht und aktuell an Gaziantep FK ausgeliehen ist.

## Karriere
David Okereke ist ein Produkt des Football College Abuja, einer Akademie die bereits Sadiq Umar und Nura Abdullahi den Sprung nach Italien ermöglichte. Okereke kam im September 2015 zum italienischen Viertligisten USD Lavagnese 1919. Sein Debüt in der ersten Mannschaft gab er am 6. Dezember 2015 beim 3:0-Heimsieg gegen die US Fezzanese, bei dem er einen Treffer beisteuern konnte.
Am 6. Januar 2016 sicherte sich der Zweitligist Spezia Calcio die Dienste des jungen Stürmers. Dort spielte er jedoch vorerst nur für die U-19-Mannschaft. Nachdem er beim im März 2016 stattfindenden Torneo di Viareggio mit der Primavera bis ins Halbfinale vordrang und im Turnierverlauf fünf Tore erzielen konnte, unterzeichnete Okereke am 31. März seinen ersten professionellen Kontrakt bei den Aquilotti. Sein Debüt in der ersten Mannschaft gab Okereke am 9. April beim 1:0-Heimsieg in der Liga gegen Novara Calcio, als er in der 84. Spielminute für Andrea Catellani eingewechselt wurde. Bereits am nächsten Spieltag gegen den FC Crotone stand er erstmals in der Startaufstellung.
Beim 3:2-Auswärtssieg gegen den Erstligisten Udinese Calcio in der Coppa Italia 2016/17 am 13. August 2016, erzielte David Okereke sein erstes Pflichtspieltor für Spezia. In der Liga spielte er jedoch nur sporadisch eine Rolle in der ersten Mannschaft und kam in nur 14 Spielen zum Einsatz, in denen er ohne Torerfolg blieb. In der folgenden Spielzeit 2017/18 verschlechterte sich seine Lage bei Spezia bedeutend. Nachdem er in den ersten fünf Ligaspielen nach Saisonstart zum Einsatz kam und dort kein Tor erzielen konnte, saß er bis auf einen einzigen Kurzeinsatz gegen Ascoli Calcio im Oktober bis zum Jahresende 2017 nur mehr auf der Bank.
Im Januar 2018 folgte letztendlich eine Leihe zum Drittligisten Cosenza Calcio, wo der Stürmer Spielpraxis sammeln sollte. Seinen ersten Einsatz in der Liga bestritt er am 21. Januar beim 2:1-Heimsieg gegen Matera Calcio, in welchem er einen Treffer vorbereiten konnte. Sein erstes Tor erzielte er am 14. Februar beim 2:0-Auswärtssieg gegen den US Lecce in der Coppa Italia Serie C. Sein erster Treffer in der Liga ließ bis zum 29. April beim 5:1-Auswärtssieg gegen Virtus Francavilla Calcio auf sich warten. Cosenza qualifizierte sich mit dem 5. Tabellenrang für die Play-offs zum Aufstieg in die zweitklassige Serie B. Dort trug Okereke mit drei Toren und zwei Vorlagen wesentlich dazu bei, dass sich sein Leihverein letztendlich den Aufstieg schaffte.
Nach seiner Rückkehr gelang Okereke in der Saison 2018/19 der Durchbruch bei Spezia Calcio. Die Spielzeit begann er als Stammspieler in der Sturmspitze und belohnte das Vertrauen des Trainers Pasquale Marino mit seinem ersten Ligator für die Adler am 7. Spieltag beim 3:1-Auswärtssieg gegen den AS Livorno. Beim 3:1-Heimsieg am 18. November traf er doppelt und bereitete das dritte Tor vor. Zwei Tore gegen Ascoli Calcio und seinen ehemaligen Verein Cosenza Calcio folgten. In dieser Spielzeit konnte er mit zehn Toren und 12 Vorlagen überzeugen.
Zu Saisonbeginn 2019/20 wechselte Okereke zum belgischen Erstligisten FC Brügge, wo er einen Vierjahresvertrag unterzeichnete. Der Club verpflichtete ihn als Nachfolger für den zu Aston Villa abgewanderten Wesley Moraes und bezahlte für seine Dienste eine Ablösesumme in Höhe von acht Millionen Euro an Spezia Calcio. Sein Debüt für den Club gab er am 27. Juli (1. Spieltag) beim 3:1-Auswärtssieg gegen Waasland-Beveren, in dem er bereits einen Treffer beisteuern konnte. Am nächsten Wochenende traf er im heimischen Jan-Breydel-Stadion beim 6:0-Kantersieg gegen die VV St. Truiden doppelt und bereitete außerdem einen Treffer vor. In dieser Spielzeit gelangen ihm neun Tore in 22 Ligaspielen und er gewann mit Brügge die belgische Meisterschaft.
In der Saison 2020/21 bestritt Okereke 28 von 40 möglichen Ligaspielen, in denen er vier Tore schoss, sowie zwei Pokal- und fünf Europapokalspiele.
Mitte August 2021 wurde eine Ausleihe für den Rest der Saison zum italienischen Verein FC Venedig vereinbart. Okereke bestritt für Venedig 32 von 38 möglichen Ligaspielen, bei denen er sieben Tore schoss, sowie ein Pokalspiel. Zur Saison 2022/23 kehrte er zunächst zum FC Brügge zurück. Ohne dass er ein Spiel für den Verein bestritten hatte, wechselte er Ende Juli 2022 wieder nach Italien, diesmal zum Aufsteiger in die Serie A US Cremonese. Im Februar 2024 verließ er Cremonese und wechselte per Leihe mit Kaufoption zum FC Turin. Im Sommer 2024 folgte die Leihe in die Türkei zu Gaziantep FK.

## Erfolge
FC Brügge
- Belgischer Meister: 2019/20, 2020/21
- Gewinner belgischer Supercup: 2021 (nur im Kader)